# Shimon Tzabar
Shimon Tzabar (Hebreeuws: שמעון צבר) (Tel Aviv, 5 maart 1926 - Londen, 19 maart 2007) was een Israëlische militair, columnist, journalist, kunstschilder, schrijver, dichter, publicist en mycoloog die de tweede helft van zijn leven in het Verenigd Koninkrijk doorbracht.

## Leven en werk
In de periode van het Britse mandaat over het toenmalige Palestina was hij bij alle drie de Joodse verzetsorganisaties aangesloten die streefden naar een onafhankelijke Israëlische staat, te weten de Hagana, de Etsel en Lechi. Ook vocht hij mee in de eerste drie Arabisch-Israëlische oorlogen, die van 1948 tot 1949 (de Israëlische Onafhankelijkheidsoorlog), die van 1956 (de Suezcrisis) en die van 1967 (de Zesdaagse Oorlog). Destijds was hij ook als columnist met zijn column "Kutzo Shel Tzabar" ('de doorn van een sabra') verbonden aan de Israëlische krant Haaretz en aan het Israëlische linkse politieke weekblad Ha’olam Haze van de journalist en politicus Uri Avnery.

### journalist
In september 1967 plaatste hij een mede door elf anderen ondertekende korte boodschap in Haaretz waarin hij met een vooruitziende blik waarschuwde tegen de bezetting van wat later de Palestijnse Gebieden ging heten. Zijn ontevredenheid hierover resulteerde erin dat hij in december van datzelfde jaar zich in Londen vestigde waar hij de rest van zijn leven zou blijven wonen. In de Britse hoofdstad startte hij met een satirisch blad genaamd Israel Imperial News. Het zionisme had voor hem afgedaan en ook van latere Israëlische vredesgroeperingen als Gush Shalom en Vrede Nu moest hij niets hebben. In plaats daarvan ontwikkelde hij een op de wereld gerichte esoterische levensvisie.

### auteur
Behalve op journalistiek gebied schreef Tzabar 27 boeken in de Hebreeuwse taal waaronder romans, gedichten maar ook kinder-, kook- en reisboeken alsmede politieke verhandelingen. Een bekend werk van hem was "Tusberindi Ha’gibor" ('Tusberindi  de held'), een jeugdboek vol met sketches. Een ander opmerkelijk boek van hem was "The White Flag Principle: How to Lose a War and Why" uit 1972 (in het Nederlands vertaald als "Het witte vlag principe: verlies de oorlog en overwin") waarin hij op satirische wijze uiteenzette dat als een land vooruit wil komen het ervoor moet zorgen dat het de oorlog moet verliezen en waarin hij ook aangaf hoe een land dit dan zou moeten aanpakken teneinde het gewenste resultaat te bereiken. In 2004 schreef hij een scherpe aanklacht tegen het Israëlische veiligheidsbeleid met zijn "Much Better Than The Michelin Guide to Israeli Prisons, Jails, Concentration Camps, and Torture Chambres". Uitgeverij Michelin van de gelijknamige restaurantreeks was hier niet van gecharmeerd en daagde hem voor het gerecht. De zaak kwam zelfs voor het Britse hooggerechtshof en Tzabar zag zich genoodzaakt van verdere publicatie af te zien.

### kunstenaar
Voorts was hij een verdienstelijk kunstschilder waarbij hij zich toelegde op het schilderen van landschappen en portretten en zich liet inspireren door het vroegere Palestina. Ook was hij een amateur deskundige (mycoloog) op het gebied van paddenstoelen en publiceerde hij daarover, onder meer een cd-rom met bijna vijfhonderd door hemzelf gemaakte tekeningen van paddenstoelen.
Shimon Tzabar die zichzelf afficheerde als een "Hebreeuws sprekende Palestijn" overleed op 81-jarige leeftijd ten gevolge van een longontsteking en een hartziekte.

## Werk
In het Nederlands vertaald:
- Het witte vlag principe: verlies de oorlog en overwin, 2004, 191 blz., uitgeverij Podium - Amsterdam, ISBN 90-5759-208-8

- Bibliothèque nationale de France: cb12783614c (data)
- CiNii: DA1423737X
- Gemeinsame Normdatei: 124707033
- International Standard Name Identifier: 0000 0000 8159 7224
- Library of Congress Control Number: no93007536
- Bibliotheek van het Japanse parlement: 00953174
- Nationale Bibliotheek van Israël: 987007281706605171
- Nederlandse Thesaurus van Auteursnamen: 271276878
- RKD-Nederlands Instituut voor Kunstgeschiedenis: 356417
- Système universitaire de documentation: 08059199X
- Union List of Artist Names: 500479881
- Virtual International Authority File: 79503242
- WorldCat: E39PBJktkPPkgkBPXgcFDjC4v3